# 沙淀遗址
沙淀遗址，是位于中国福建省宁德市柘荣县乍洋乡前楼村西北侧的一个商周古遗址，2011年7月入选第八批柘荣县文物保护单位。
沙淀遗址是柘荣地区青铜时代的代表性遗址之一，发现于1987年9月，位于一座大山延伸的独立小山包上，面积约1.6万平方米，相对高度约30米，勘探出土了小石锛、弦纹泥质黄陶片、黑彩黄陶片、素面和网纹灰硬陶片等文物，陶片可辨器形有罐、豆、钵等。